# Ельстертребніц
Ельстертребніц (нім. Elstertrebnitz) — громада в Німеччині, розташована в землі Саксонія. Входить до складу району Лейпциг. Складова частина об'єднання громад Пегау.
Площа — 11,66 км2. Населення становить 1306 осіб (станом на 31 грудня 2020).